# Ukshin Hoti
 (mai 2016).
Si vous disposez d'ouvrages ou d'articles de référence ou si vous connaissez des sites web de qualité traitant du thème abordé ici, merci de compléter l'article en donnant les références utiles à sa vérifiabilité et en les liant à la section « Notes et références ».
Ukshin Hoti, né en 1943 à Krushë e Madhe, dans la commune de Rahovec, est un philosophe, écrivain, activiste et politicien albanais du Kosovo. Il est porté disparu depuis le 19 mai 1999.

## Biographie
Il termine ses études primaires à Prizren et secondaires à Pristina. Il étudie les sciences politiques à Zagreb avant de faire deux ans pré universitaire à Belgrade en relations politiques internationales et économiques. Il part se spécialiser un an aux États-Unis, à l'Université de Chicago, l'Université d'Harvard et l'Université de Washington D.C.

### Engagement politique
Dans les années 1970, il exerce plusieurs postes dans la vie politique et pédagogique du Kosovo.
Le 19 novembre 1981, après un débat dans une assemblée de l'Université philosophique à Pristina, il défend ouvertement les demandes des étudiants albanais pour une République du Kosovo au sein de la Yougoslavie. Il est condamné à neuf ans de prison que la Cour suprême réduit à trois ans et six mois. Après sa libération, il retourne dans son village natal pour s'isoler.
En 1990, il collabore à Ljubljana pour les revues albanaises Alternativa et Republika jusqu'en 1991, puis devient par la suite rédacteur de Demokracia Autentike - DEA. Puis il retourne à Pristina, pour y travailler à l'Université de Pristina. En mars 1993, il est à nouveau emprisonné pour avoir organisé un an plus tôt un hommage aux martyrs de la démocratie à Brestovac. La même année, il est molesté par les forces spéciales serbes pour avoir visité des grévistes de la faim à Pristina. Toujours en 1993, il quitte la Ligue démocratique du Kosovo (LDK) pour participer à un rassemblement national organisés par des représentants politique de Tetovë. Durant cette réunion, il déclare qu'est nécessaire l'unification des albanais en un seul état. Le 17 mai 1994, il est condamné à cinq ans de prison pour avoir participé à un mouvement pour la République du Kosovo.

### Sa disparition
Le 16 mai 1999, alors qu'il a pourtant purgé sa peine, selon le témoignage de prisonniers, trois agents de sécurité serbes l'escortent de la prison de Niš à la prison de Dubravë à Istog au Kosovo. Durant les frappes de l'OTAN la police procède à un massacre, le 19 mai 1999, dans la prison de Dubravë : on estime aujourd'hui que cent soixante-treize prisonniers albanais sont alors abattus par les forces serbes. Depuis cette date, Ukshin Hoti a été déclaré comme disparu.

## Œuvres
- La Guerre froide et la détente (1975).
- Philosophie politique sur la question albanaise (1995).

## Hommages
Rexhep Qosja (académicien albanais du Kosovo) :
« Ukshin Hoti est aujourd'hui est un symbole de la conscience historique, de conscience et de la résistance invincible albanaise. Il n'est pas étonnant que son nom compris, significatif et inspirant pour la vie politique d'aujourd'hui. Cela démontre que notre peuple estime comme il se doit, l'homme qui est prêt au sacrifice. J'ose espérer qu'Ukshin Hoti aurait su garder comme il se doit la signification nationale qui fait briller son nom aujourd'hui. » 
Ismail Kadaré :
« Je crains que c'est justement ce niveau élevé a été le début de cette tragédie qui a pourchassé pas à pas ce martyr. Il est inacceptable qu'une personnalité d'un peuple, indépendamment de quel parti il appartient ou n'appartient pas, tienne dans des chaînes. C'est une insulte à tous ces gens. Plus que jamais, la nation albanaise a besoin de gens qualifiés avec un haut niveau. Les personnes qualifiées sont les véritables princes d'une nation. Malheureusement, les princes sont souvent frappés mortellement. » 